# ジョセフ・ノルケンズ
ジョセフ・ノルケンズ（Joseph Nollekens RA.、1737年8月11日 - 1823年4月23日）はフランドル出身の画家を父親に持つイギリスの彫刻家である。18世紀後半のイギリスを代表する彫刻家になり、同時代の多くの有力者の胸像を制作した。

## 略歴
ロンドンで生まれた。父親のJosef Frans Nollekens(1702–1748)はアントウェルペン出身で1733年にロンドンで結婚し、その後ロンドンで活動した画家であった 。ジョセフ・ノルケンズは、11歳で父親を亡くした後、ロンドンでアントウェルペン出身の彫刻家、ピーター・シューメーカーズ（Peter Scheemakers: 1691–1781）の弟子になった後、1760年か1762年にローマに移り、彫刻を修行し、骨董品の取引や修復、複製品の制作などの仕事で働き始めた。ローマで「Timocles Before Alexander」という大理石彫刻を制作し、イギリスの芸術家協会から賞金を授与され、ローマを訪れた文学者のローレンス・スターンや俳優のデイヴィッド・ギャリックの胸像を制作した。
1770年にイギリスに帰国すると胸像や、ロンドン中心のシティ・オブ・ウェストミンスターなどにモニュメントを制作した 。神話を題材にした作品も制作したが、肖像彫刻で人気を得た。1772年にロイヤル・アカデミー・オブ・アーツの正会員に選ばれ、判事で商人でもあった人物の娘と結婚した 。
国王ジョージ3世の支援を受けるようになり、ジョージ3世の像を制作し、多くのイギリスの政治家の彫像を制作した。作品となった人物には首相のウィリアム・ピットや外務大臣を務めたチャールズ・ジェームズ・フォックス、第5代ベッドフォード公爵や第2代ロッキンガム侯爵らがいる。ベンジャミン・ウエストといった芸術家の胸像も制作した。人物は古典彫刻のような衣装を着た姿で表現された。
成功した彫刻家として1823年にロンドンで亡くなった。

## 作品

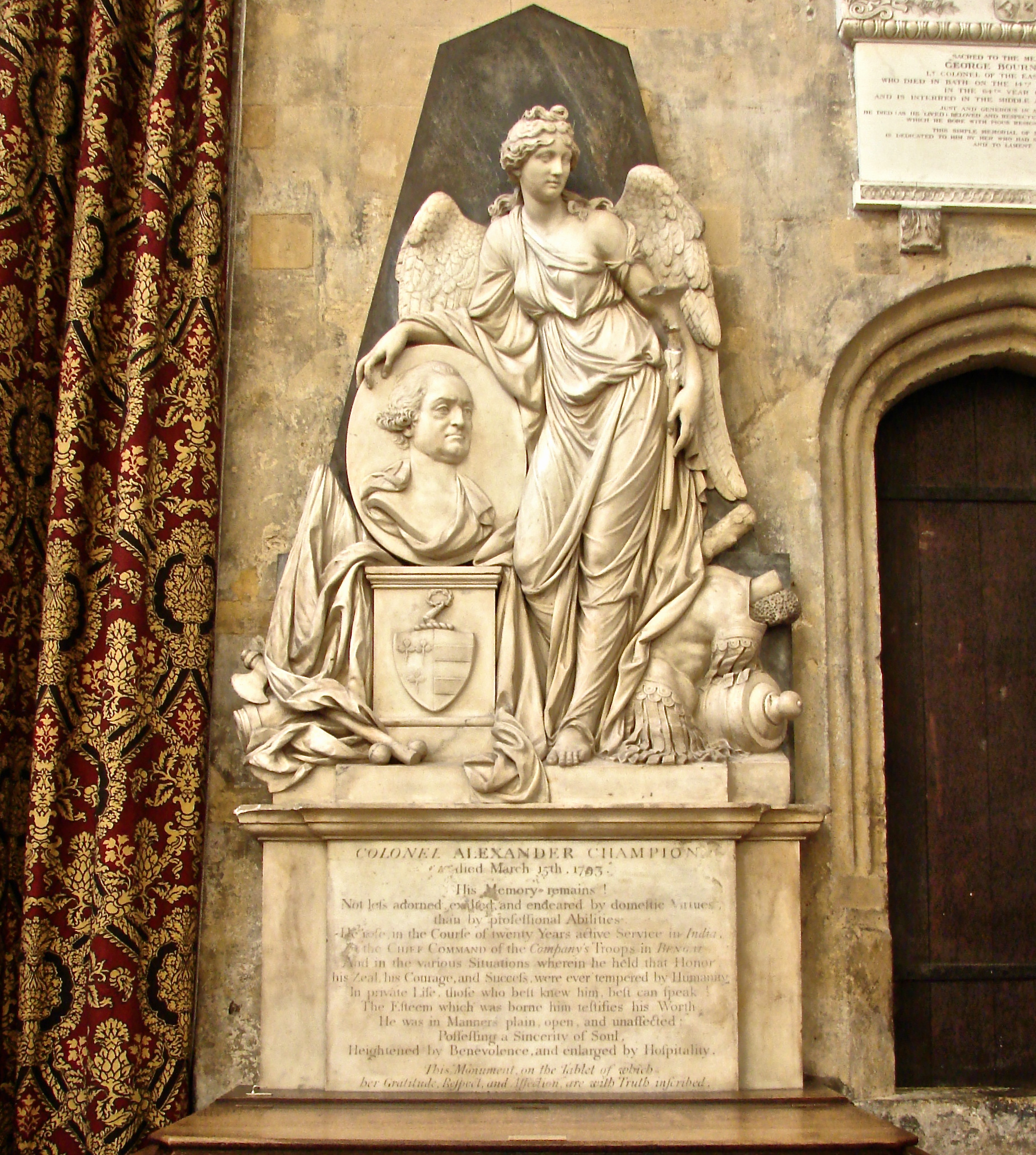
東インド会社のAlexander Championのモニュメント(c.1793)
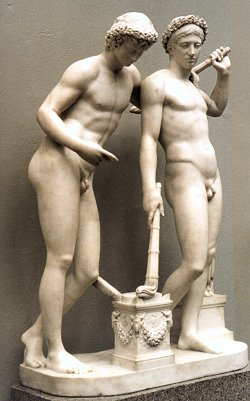
カストールとポリュデウケース ヴィクトリア&アルバート博物館
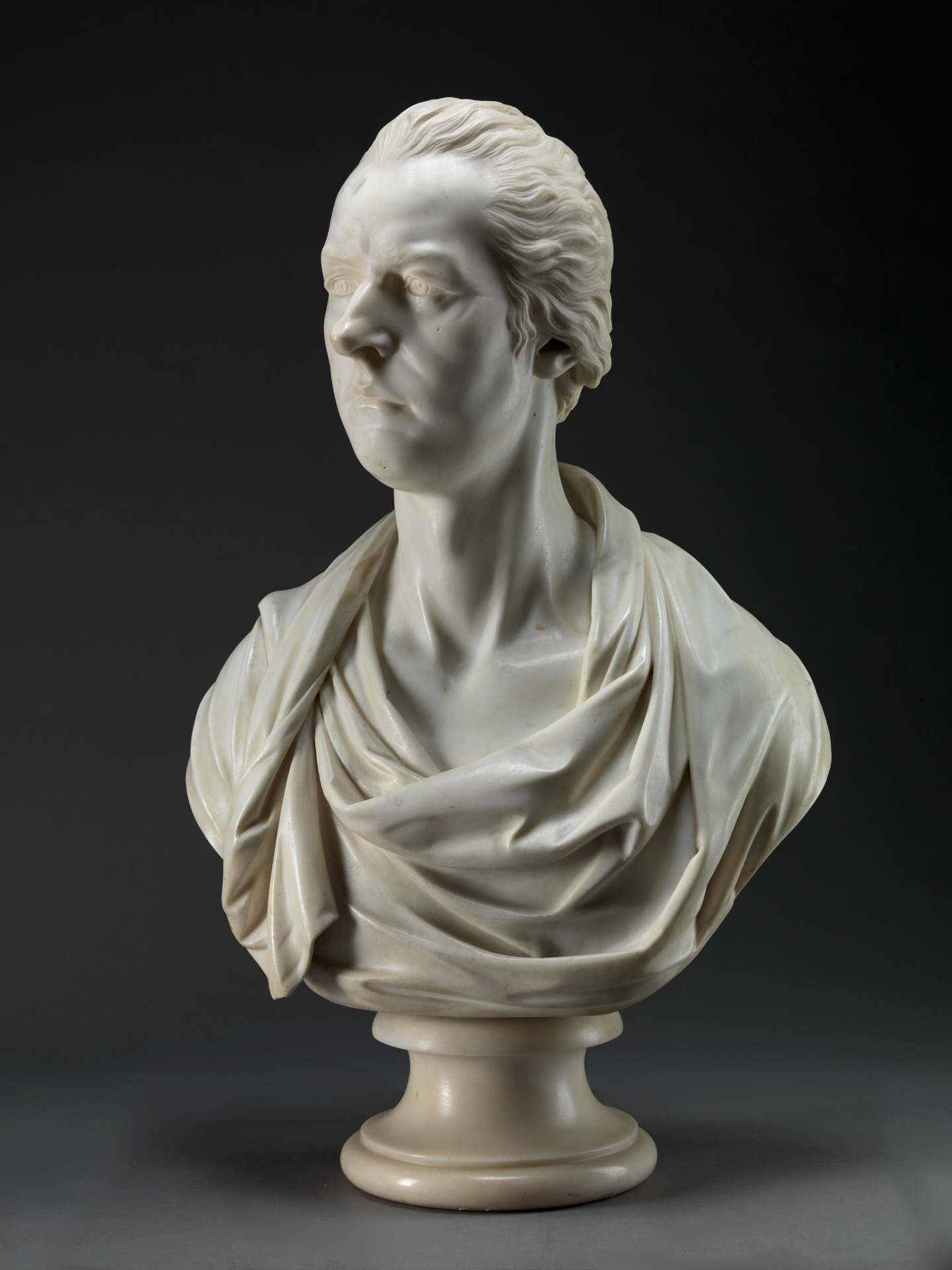
ウィリアム・ピット (1807)
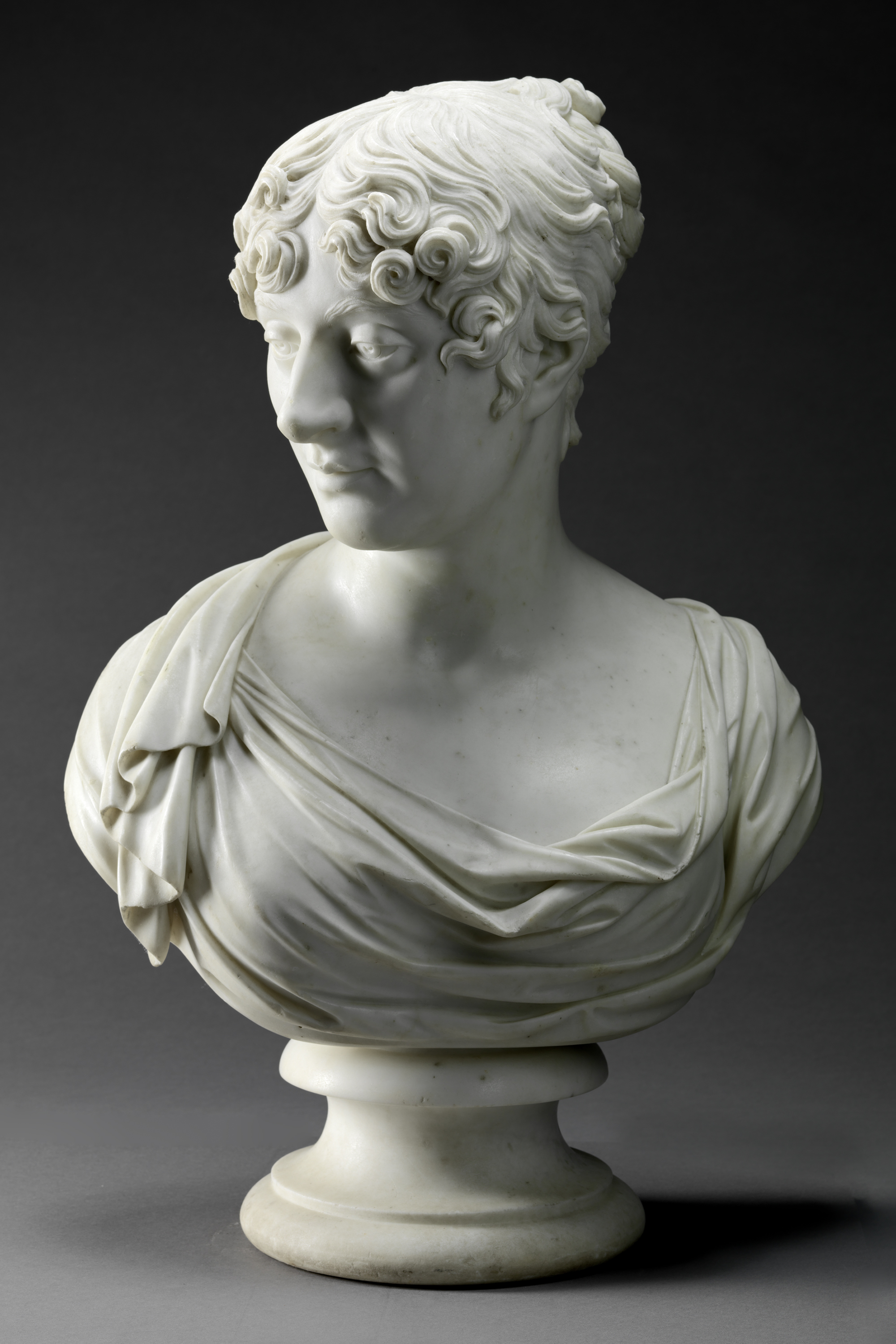
第4代リッチモンド公爵夫人 (1812)